# Jenny Behrend
Jenny Behrend (* 20. Januar 1996 in Rendsburg) ist eine deutsche Handballspielerin.

## Karriere
Jenny Behrend spielte ab ihrem fünften Lebensjahr Handball bei der HSG Hohn/Elsdorf. In der C-Jugend wechselte die Linkshänderin zum TSV Owschlag. Mit der A-Jugend von Owschlag lief sie in der A-Juniorinnen Bundesliga sowie mit der Damenmannschaft in der 3. Liga auf. Im Sommer 2014 schloss sich die Rechtsaußenspielerin dem Bundesligisten VfL Oldenburg an. Mit Oldenburg gewann sie 2018 den DHB-Pokal und stand 2015 im DHB-Pokalfinale. Ab der Saison 2021/22 stand sie beim Ligakonkurrenten SG BBM Bietigheim unter Vertrag. Mit Bietigheim gewann sie 2021, 2022 und 2023 den DHB-Supercup, 2022, 2023 und 2024 die deutsche Meisterschaft, 2022 die EHF European League sowie 2022 und 2023 den DHB-Pokal. Im Sommer 2024 schloss sie sich mit der Profimannschaft der SG BBM Bietigheim dem Verein HB Ludwigsburg an. Mit Ludwigsburg gewann sie 2025 sowohl die deutsche Meisterschaft als auch den DHB-Pokal. Im Sommer 2025 kehrte sie zum VfL Oldenburg zurück.
Jenny Behrend lief für die deutsche Jugend- sowie Juniorinnennationalmannschaft auf. Mit diesen Auswahlmannschaften nahm sie an der U-19-Europameisterschaft 2015 und an der U-20-Weltmeisterschaft 2016 teil. Bei der U-20-WM belegte sie mit Deutschland den 4. Platz.
Behrend bestritt am 23. März 2019 ihr Debüt für die deutsche Nationalmannschaft. Bei der Weltmeisterschaft 2023, die sie mit Deutschland auf dem sechsten Platz abschloss, erzielte sie 19 Treffer. Im Jahr 2024 nahm sie an den Olympischen Spielen in Paris teil.